# カタラク
カタラク (Cataraqui または Cataraque) はイギリスの帆船（バーク）。1845年8月4日にバス海峡のキング島南西岸で沈没した。これは民間ではオーストラリア最悪の海難事故であり、400名が死亡したとされる。

## 建造と要目
カタラクは42 x 9 x 7メートル、802トンのバークである。1840年にカナダ、ケベック州で建造された。名前のカタラクは、現在のキングストンの場所の元々のミシサガ族の名前Katerokwiのフランス語の音訳に由来する。

## オーストラリアへの航海
カタラクはSmith & Sonsにより、援助された移民のポートフィリップからオーストラリア、ビクトリア州の植民地への輸送目的で購入されリバプールに登録された。
1845年4月20日、カタラクはリバプールを出航した。出発時、移民367人と乗員41人が乗船していた。乗員一人が船外に転落したことを除けば、航海は何事もなく過ぎた。オーストラリア到着までに5人が誕生し6人が死亡した。

## 沈没
8月4日朝早くバス海峡に入ったカタラクは激しい嵐に遭遇した。4時30分頃カタラクはキング島フィッツモーリス湾 (Fitzmaurice Bay) 沖で岩に乗り上げた。脱出は荒天に妨げられ、多くの人が流された。浮遊物につかまってどうにか岸にたどり着いた乗員8人はそこで移民の唯一の生存者と出会った。9人は5週間後にカッターMidgeに救助された。